# Rock in Rio (album)
Rock in Rio este un album live al trupei britanice de heavy metal Iron Maiden. Albumul a fost lansat pe 25 martie 2002 și a fost înregistrat la celebrul festival Rock In Rio, când Iron Maiden au cântat în fața unei mulțimi de 250.000 de oameni.
Concertul a avut loc dupa reîntoarcerea în trupa a lui Bruce Dickinson și a lui Adrian Smith, și este considerat unul dintre cele mai bune albume live Iron Maiden.
Albumul a fost lansat si sub forma video ca DVD si caseta VHS pe 10 iunie 2002.

## Tracklist Album Audio

### Disc 1
1. "Intro" (1:55)
2. "The Wicker Man" (4:41)
3. "Ghost of the Navigator " (6:48)
4. "Brave New World" (6:06)
5. "Wrathchild" (3:25)
6. "2 Minutes to Midnight" (6:26)
7. "Blood Brothers" (7:15)
8. "Sign of the Cross" (10:49)
9. "The Mercenary" (4:42)
10. "The Trooper" (7:05)

### Disc 2
1. "Dream of Mirrors" (9:38)
2. "The Clansman" (9:19)
3. "The Evil That Men Do" (4:40)
4. "Fear of the Dark" (7:40)
5. "Iron Maiden" (5:51)
6. "The Number of the Beast" (5:00)
7. "Hallowed Be Thy Name" (7:23)
8. "Sanctuary" (5:17)
9. "Run to the Hills" (4:52)

## Tracklist DVD

### Disc 1
1. Intro
2. The Wicker Man
3. Ghost of the Navigator
4. Brave New World
5. Wrathchild
6. 2 Minutes to Midnight
7. Blood Brothers
8. Sign of the Cross
9. The Mercenary
10. The Trooper
11. Dream of Mirrors
12. The Clansman
13. The Evil that Men Do
14. Fear of the Dark
15. Iron Maiden
16. The Number of the Beast
17. Hallowed Be Thy Name
18. Sanctuary
19. Run To The Hills

### Disc 2
- Interviuri cu Steve Harris, Bruce Dickinson, Janick Gers, Dave Murray, Nicko McBrain și Adrian Smith
- A Day in the Life
- Ross Halfin Photo Diary - 50 fotografii din turneul Iron Maiden din America de Sud și comentariile fotografului oficial, Ross Halfin.

## Componență
- Bruce Dickinson - voce
- Steve Harris - bas
- Janick Gers - chitară
- Dave Murray - chitară
- Adrian Smith - chitară
- Nicko McBrain - baterie

cu
- Michael Kenney - clape